# Anatomy of a Creep
Anatomy of a Creep è l'ultimo album della band statunitense dei Miracle Workers, pubblicato nel 1995 dalla casa discografica Triple X. Registrato nel 1992 (anno dello scioglimento della band), è stato pubblicato solo successivamente allo scioglimento. Per questa registrazione, rientrò in formazione il batterista Gene Trautmann, che aveva lasciato la band nel 1990, sostituito nel precedente lavoro Roll Out the Red Carpet da Aaron Sperske.

## Formazione
- Gerry Mohr - voce
- Matt Rogers - chitarra
- Robert Butler - basso
- Gene Trautmann - batteria

## Tracce
1. Times – 5:23
2. Ironic – 3:12
3. Hey Lover – 3:37
4. Joanna Crying – 5:45
5. Summer – 4:26
6. Conversation – 3:51
7. Cold Sea Breeze – 4:35
8. Sweets To The Sweet – 30:17